# Vitvingad sydhake
Vitvingad sydhake (Melanodryas sigillata) är en fågel i familjen sydhakar inom ordningen tättingar. Den förekommer i bergstrakter på Nya Guinea. Beståndet anses vara livskraftigt.

## Utseende och läte
Vitvingad sydhake är en rätt liten fågel med helsvart fjäderdräkt förutom en tydlig vit teckning i vingen. Fåglar i västra delen av utbredningsområdet har vitt även på skuldran. Arten liknar vitsidig sydhake, men dessa överlappar inte utbredningsområde. Den är även lik svart buskskvätta, men vitvingad sydhake hittas olikt denna i skog och saknar vitt på övergumpen. Bland lätena hörs en medelljus drill och raspiga toner.

## Utbredning och systematik
Vitvingad sydhake förekommer i bergstrakter på Nya Guinea. Den delas in i tre underarter med följande utbredning:
- Melanodryas sigillata saruwagedi – Huonhalvön
- Melanodryas sigillata quadrimaculata – västra Nya Guinea (Nassaubergen och Sudirmanbergen)
- Melanodryas sigillata sigillata – östcentrala till sydöstra Nya Guinea

## Levnadssätt
Vitvingad sydhake hittas i högt liggande bergsskogar. Där ses den sitta lågt, ofta på en liggande mossig trädstam varifrån den spanar efter insekter på marken.

## Status och hot
Arten har ett stort utbredningsområde, men tros minska i antal, dock inte tillräckligt kraftigt för att den ska betraktas som hotad. Internationella naturvårdsunionen IUCN listar arten som livskraftig (LC).